# ボストーク5号
ボストーク5号（ボストーク5ごう、Vostok 5、ロシア語: Восток-5）は、ソビエト連邦の有人宇宙飛行。1963年6月14日に打ち上げられ、4日と23時間7分で地球を82周した。コールサインはЯстреб（鷹）。
ボストーク3号,4号と同じように、ボストーク5号と6号はソビエト宇宙プログラムの合同事業として行われ、軌道上でランデブーして無線交信を行った。
宇宙飛行士ヴァレリー・ブィコフスキーは当初8日間宇宙に滞在する予定だったが、太陽フレアが活発化したために途中で計画が何度も変更され、5日後に地球に帰還することとなった。しかし、これは現在でも単独での宇宙滞在の最高記録である。
この飛行で、宇宙船内のトイレのシステムの不備が指摘された。また、大気圏再突入時にリエントリーモジュールが計画通りにはずれないという、ボストーク1号・2号でも発生した問題も生じた。
この時のリエントリーモジュールは、現在カルーガのツィオルコフスキー記念航空宇宙学歴史博物館に展示されている。

## メンバー
- 乗組員
  - ヴァレリー・ブィコフスキー
- バックアップクルー
  - ボリス・ヴォリノフ

## 発射時刻、着陸時刻
- 打ち上げ
  - 1963年6月14日 11:58 UTC
  - 打ち上げ位置　バイコヌール宇宙基地 LC1
- 着陸
  - 1963年6月19日 11:06 UTC
  - 着陸位置　53°24′N, 68°37′E